# Афанасенко, Николай Иванович
Николай Иванович Афанасенко (26 ноября 1949) — заслуженный мастер спорта СССР (хоккей с мячом), чемпион мира.

## Биография и спортивная карьера
Родился 26 ноября 1949 года в Ульяновске. Начал играть в 1962 году  в Ульяновске в детской команде «Спартака». С 1966 года по 1969 год играл за «Спартак» на первенство города. 

В 1969 году перешёл в «Волгу» за которую провёл 23 сезона. 
 
Рекордсмен  «Волги» по количеству проведённых матчей и лучший бомбардир. 

Занимает вторую (после Евгения Агуреева) позицию в списке бомбардиров чемпионата СССР (608 мячей). 

Один из ведущих игроков  «Волги» на протяжении многих лет, был любимцем болельщиков команды. Хорошо физически развитый, трудолюбивый, отличался высокой дистанционной скоростью, постоянной нацеленностью на ворота, обладал сильным и прицельным ударом с обеих рук. Умело реализовывал стандартные положения, постоянно работал над точностью ударов, став в 80-е лучшим «ударником» в нашем хоккее. Будучи лидером и бомбардиром команды, всегда принимал участие в отборе мяча, словом и делом поддерживал молодых партнёров, несколько лет был капитаном  «Волги». Профессиональное отношение к требованиям учебно-тренировочного процесса позволило ему выступать на высшем уровне до 46 лет. 
Сезон 1989/90 отыграл в шведском клубе «Болльнес», за который в 18 матчах забил 27 мячей. Получил прозвища «русская артиллерия» и «ужасный русский». 

С 1995 - играющий тренер команды мастеров «Волга». 

Последний матч провел в 1996 году. Работает в детской спортивной школе инструктором-методистом. 

Также играл в хоккей на траве, трёхкратный чемпион страны. 

Почётный гражданин города Ульяновска. Занесён в галерею портретов знаменитых Симбирян – Ульяновцев. 
Окончил Ульяновское педагогическое училище № 3 (ныне Ульяновское училище олимпийского резерва), Ульяновский государственный педагогический институт (факультета физического воспитания), где занесен на доску почета выдающихся выпускников
Состоял в ВЛКСМ
1-ый мяч забил в 4 игре, 6 января 1970 года в домашнем матче с командой Труд (Куйбышев) (4:1), на ? минуте. 

100-ый мяч забил в 139 игре, 9 февраля 1975 года в выездной игре с командой Вымпел (4:2), на 85 минуте с 12 метрового. 

200-ый мяч забил в 209 игре, 8 января 1978 года в домашнем матче с командой Старт (2:4), на 87 минуте. 

300-ый мяч забил в 273 игре, 8 марта 1980 года в выездной игре с командой Локомотив (Иркутск) (5:2), на 64 минуте с 12 метрового. 

400-ый мяч забил в 353 игре, 24 ноября 1984 года в выездной игре с командой Динамо (Алма-Ата) (4:4), на 48 минуте. 

500-ый мяч забил в 405 игре, 9 декабря 1986 года в домашнем матче с командой Сибсельмаш (5:1), на 63 минуте. 

600-ый мяч забил в 463 игре, 2 января 1989 года в выездной игре с командой Зоркий (3:3), на 86 минуте. 

## Достижения
•	хоккей с мячом
 Чемпион мира - 1985. 

 Второй призёр турнира на приз газеты «Советская Россия» - 1974. 

 Серебряный призёр чемпионата СССР - 1972. 

 Бронзовый призёр чемпионата СССР - 1976, 1977. 

В списке 22 лучших игроков сезона входил 5 раз - 1974, 1976, 1984, 1985, 1987. 

•	хоккей на траве
 Чемпион СССР - 1970, 1971, 1974. 

Всего за свою карьеру Афанасенко забил в официальных матчах 1 015 мячей (608 - в чемпионате СССР, 3 - в чемпионате России, 254 - в первой лиге, 97 - в Кубках СССР и России, 27 - в чемпионате Швеции, 19 - в сборной СССР, 7 - в международных матчах «Волги»).

## Статистика выступлений в чемпионатах и кубках СССР, России, Швеции
| Сезон     | Клуб                   | Лига | Чемпионат | Чемпионат | Кубок | Кубок |
| Сезон     | Клуб                   | Лига | И         | М         | И     | М     |
| --------- | ---------------------- | ---- | --------- | --------- | ----- | ----- |
| 1967/1968 | Волга (Ульяновск)      | А    | 3         | 0         |       |       |
| 1969/1970 | Волга (Ульяновск)      | А    | 16        | 12        |       |       |
| 1970/1971 | Волга (Ульяновск)      | А    | 24        | 3         |       |       |
| 1971/1972 | Волга (Ульяновск)      | А    | 25        | 11        |       |       |
| 1972/1973 | Волга (Ульяновск)      | А    | 26        | 23        |       |       |
| 1973/1974 | Волга (Ульяновск)      | А    | 26        | 28        |       |       |
| 1974/1975 | Волга (Ульяновск)      | А    | 24        | 32        |       |       |
| 1975/1976 | Волга (Ульяновск)      | А    | 26        | 37        |       |       |
| 1976/1977 | Волга (Ульяновск)      | А    | 26(1)     | 41(1)     |       |       |
| 1977/1978 | Волга (Ульяновск)      | А    | 26        | 31        |       |       |
| 1978/1979 | Волга (Ульяновск)      | А    | 26        | 41        |       |       |
| 1979/1980 | Волга (Ульяновск)      | А    | 26        | 43        |       |       |
| 1980/1981 | Волга (Ульяновск)      | А    | 26        | 18        |       |       |
| 1981/1982 | Волга (Ульяновск)      | А    | 26        | 36        |       |       |
| 1982/1983 | Волга (Ульяновск)      | А    | 26        | 41        | 6     | 14    |
| 1983/1984 | Волга (Ульяновск)      | Б    | 35        | 131       |       |       |
| 1984/1985 | Волга (Ульяновск)      | А    | 22        | 44        | 8     | 22    |
| 1985/1986 | Волга (Ульяновск)      | А    | 25        | 48        | 8     | 19    |
| 1986/1987 | Волга (Ульяновск)      | А    | 26        | 51        | 7     | 9     |
| 1987/1988 | Волга (Ульяновск)      | А    | 26        | 41        | 7     | 11    |
|           | Волга (Ульяновск)      | А-Б  | 5         | 8         |       |       |
| 1988/1989 | Волга (Ульяновск)      | А    | 19        | 27        | 7     | 15    |
| 1989/1990 | Волга (Ульяновск)      | А    |           |           | 1     | 0     |
|           | Болльнес (Швеция)      | Б    | 18        | 27        |       |       |
| 1990/1991 | Волга (Ульяновск)      | Б    | 15        | 10        |       |       |
|           | Текстильщик (Ищеевка)  | В    | 12        | 37        |       |       |
| 1993/1994 | Старт (Ульяновск)      | Б    | ?         | 47        |       |       |
| 1994/1995 | Волга (Ульяновск)      | Б    | 29        | 32        |       |       |
| 1995/1996 | Волга (Ульяновск)      | А    | 16        | 3         |       |       |
| 1999/2000 | Текстильщик (Мулловка) | Б    | 21        | 22        |       |       |
| Всего     | 21 сезон               | А    | 486(1)    | 611(1)    | 44    | 90    |
|           | 1 сезон                | А-Б  | 5         | 8         |       |       |
|           | 5 сезонов              | Б    | 100       | 242       |       |       |
|           | 1 сезон                | В    | 12        | 37        |       |       |
|           | 1 сезон (Швеция)       | Б    | 18        | 27        |       |       |

Примечание: Статистика голевых передач ведется с сезона - 1999/2000.

Примечание: Кубок СССР по хоккею с мячом возобновился с сезона 1982/1983.

## Забивал мячи в ворота 22 команд
| Чемпионат СССР, России             | мячи  |
| ---------------------------------- | ----- |
| 1.Динамо (Алма-Ата)                | 59    |
| 2.СКА (Свердловск)                 | 50    |
| 3.Водник (Архангельск)             | 47    |
| 4.Динамо (Москва)                  | 44    |
| 5.Старт (Горький)                  | 43    |
| 6.Уральский трубник (Первоуральск) | 42    |
| 7.Локомотив (Иркутск)              | 40    |
| 8.СКА (Хабаровск)                  | 39    |
| 9-10.Вымпел (Калининград)          | 37    |
| 9-10.Енисей (Красноярск)           | 37    |
| 11.Кузбасс (Кемерово)              | 35    |
| 12.Зоркий (Красногорск)            | 33(1) |
| 13.Юность (Омск)                   | 26    |
| 14.Строитель (Сыктывкар)           | 24    |
| 15.Сибсельмаш (Новосибирск)        | 21    |
| 16.Литейщик (Караганда)            | 11    |
| 17.Фили (Москва)                   | 6     |
| 18-19.Родина (Киров)               | 5     |
| 18-19.Саяны (Абакан)               | 5     |
| 20-21.Труд (Куйбышев)              | 3     |
| 20-21.Североникель (Мончегорск)    | 3     |
| 22.Локомотив (Оренбург)            | 1     |

## Количество мячей в играх
- Чемпионат СССР, России

по 1 мячу забивал  в  163 играх 
   
по 2 мяча забивал  в  110 играх 
   
по 3 мяча забивал  в  39 играх 
    
по 4 мяча забивал  в  13 играх 
      
по 5 мячей забивал  в  4 играх 
       
по 6 мячей забивал  в  4 играх 
     
по 7 мячей забивал  в  1 игре 
        
по 8 мячей забивал  в  1 игре 

Свои 611 мячей забросил в 335 играх, в 151 игре мячей не забивал. 

## В сборной СССР
| Сезон   | Игры | Мячи |
| ------- | ---- | ---- |
| 1973/74 | 3    | 3    |
| 1974/75 | 3    | 1    |
| 1984/85 | 10   | 13   |
| 1985/86 | 6    | 2    |
| Всего   | 22   | 19   |

| 1  | Архангельск   | 25 января 1974   | Норвегия            | 5:0      | 39, 80       | Приз газеты Советская Россия |
| 2  | Архангельск   | 27 января 1974   | Финляндия           | 2:3      | 20           | Приз газеты Советская Россия |
| 3  | Архангельск   | 29 января 1974   | Швеция              | 1:4      | -            | Приз газеты Советская Россия |
|    | Алма-Ата      | 23 сентября 1974 | СССР-2              | 5:7      | ?, ?         | Контрольный матч             |
| 4  | Сандвикен     | 9 января 1975    | Швеция              | 5:4      | -            | Товарищеский матч            |
| 5  | Вестерос      | 11 января 1975   | Швеция              | 2:2      | -            | Товарищеский матч            |
| 6  | Ювяскюля      | 14 января 1975   | Финляндия           | 5:0      | 27           | Товарищеский матч            |
|    | Иркутск       | 16 ноября 1976   | Локомотив (Иркутск) | 6:3      | ?            | Товарищеский матч            |
| 7  | Москва        | 13 октября 1985  | Финляндия           | 6:1      | 60, 80, 83   | Товарищеский матч            |
| 8  | Беккестуа     | 8 января 1985    | Норвегия            | 4:1      | 68, 89(12-м) | Товарищеский матч            |
| 9  | Сольбергельва | 9 января 1985    | Швеция              | 6:0      | 17           | Товарищеский матч            |
| 10 | Больнес       | 11 января 1985   | Швеция              | 1:2      | -            | Товарищеский матч            |
| 11 | Фалун         | 13 января 1985   | Швеция              | 2:2      | 41, 72(12-м) | Товарищеский матч            |
| 12 | Драммен       | 3 февраля 1985   | Финляндия           | 5:1      | -            | Чемпионат мира               |
| 13 | Осло          | 4 февраля 1985   | Швеция              | 1:1      | -            | Чемпионат мира               |
| 14 | Сольбергельва | 6 февраля 1985   | Норвегия            | 3:1      | 48, 53       | Чемпионат мира               |
| 15 | Осло          | 8 февраля 1985   | США                 | 8:0      | 13, 23, 41   | Чемпионат мира               |
| 16 | Осло          | 10 февраля 1985  | Норвегия            | 5:4-д.в. | -            | Чемпионат мира               |
|    | Москва        | 9 октября 1985   | Болтик (Швеция)     | 2:2      | -            | Товарищеский матч            |
| 17 | Беккестуа     | 7 января 1986    | Норвегия            | 8:1      | -            | Товарищеский матч            |
| 18 | Сарпсборг     | 8 января 1986    | Финляндия           | 4:1      | 1, 29        | Товарищеский матч            |
| 19 | Порво         | 11 января 1986   | Финляндия           | 1:0      | -            | Товарищеский матч            |
| 20 | Турку         | 12 января 1986   | Финляндия           | 3:1      | -            | Товарищеский матч            |
| 21 | Катринехольм  | 14 января 1986   | Швеция              | 2:2      | -            | Товарищеский матч            |
| 22 | Упсала        | 15 января 1986   | Швеция              | 4:3      | -            | Товарищеский матч            |

Итого: 22 матча / 19 мячей;  15 побед, 4 ничьих, 3 поражениz.